# Liste der Bodendenkmäler in Herrsching am Ammersee
Auf dieser Seite sind die Bodendenkmäler in der oberbayerischen Gemeinde Herrsching am Ammersee zusammengestellt. Diese Tabelle ist eine Teilliste der Liste der Bodendenkmäler in Bayern. Grundlage ist die Bayerische Denkmalliste, die auf Basis des Bayerischen Denkmalschutzgesetzes vom 1. Oktober 1973 erstmals erstellt wurde und seither durch das Bayerische Landesamt für Denkmalpflege geführt wird. Die folgenden Angaben ersetzen nicht die rechtsverbindliche Auskunft der Denkmalschutzbehörde.

## Bodendenkmäler in Herrsching am Ammersee
| Lage       | Objekt | Akten-Nr.     | Bild |
| ---------- | --- | ------------- | ---- |
| (Standort) | Verebnete Grabhügel vorgeschichtlicher Zeitstellung. | D-1-7932-0072 |      |
| (Standort) | Grabhügel mit Bestattungen der älteren Hallstattzeit. | D-1-7932-0073 |      |
| (Standort) | Körpergräber des frühen Mittelalters. | D-1-7932-0074 |      |
| (Standort) | Grabhügel vorgeschichtlicher Zeitstellung. | D-1-7932-0075 |      |
| (Standort) | Untertägige mittelalterliche und frühneuzeitliche Befunde im Bereich der katholischen Filialkirche St. Johann Baptist in Breitbrunn am Ammersee.                                                  | D-1-7932-0160 |      |
| (Standort) | Untertägige frühneuzeitliche Befunde im Bereich von Schloss Rezensried und seines Vorgängerbaus mit Schlosskapelle St. Michael, ehemaligen barocken Gartenanlagen und zugehörigem Wirtschaftshof. | D-1-7932-0162 |      |
| (Standort) | Grabhügel mit Bestattungen der Hallstattzeit. | D-1-7933-0002 |      |
| (Standort) | Burgstall des hohen und späten Mittelalters („Widdersberg“) sowie Siedlung der Bronzezeit und der späten römischen Kaiserzeit.                                                                    | D-1-7933-0020 |      |
| (Standort) | Villa rustica der mittleren und späten römischen Kaiserzeit sowie Kirche und Adelsfriedhof des frühen Mittelalters.                                                                               | D-1-7933-0161 |      |
| (Standort) | Körpergräber der späten römischen Kaiserzeit. | D-1-7933-0218 |      |
| (Standort) | Untertägige spätmittelalterliche und frühneuzeitliche Befunde im Bereich der katholischen Filialkirche St. Michael in Widdersberg.                                                                | D-1-7933-0222 |      |
| (Standort) | Siedlung der römischen Kaiserzeit. | D-1-8032-0101 |      |
| (Standort) | Wüstung des Mittelalters und der frühen Neuzeit („Ramsee“) mit abgegangener Kirche St. Nikolaus.                                                                                                  | D-1-8032-0152 |      |
| (Standort) | Körpergräber des frühen Mittelalters. | D-1-8033-0059 |      |
| (Standort) | Körpergräber des frühen Mittelalters. | D-1-8033-0060 |      |
| (Standort) | Untertägige mittelalterliche und frühneuzeitliche Befunde im Bereich der katholischen Filialkirche St. Martin in Herrsching und ihres Vorgängerbaus                                               | D-1-8033-0151 |      |
| (Standort) | Untertägige frühneuzeitliche Befunde im Bereich von Schloss Mühlfeld und der katholischen Schlosskapelle Hl. Dreifaltigkeit und ihren Vorgängerbauten mit zugehöriger Gartenanlage.               | D-1-8033-0186 |      |
| (Standort) | Untertägige spätmittelalterliche und frühneuzeitliche Befunde im Bereich der katholischen Pfarrkirche St. Nikolaus in Herrsching am Ammersee und ihres Vorgängerbaus.                             | D-1-8033-0187 |      |